# 東山鴨頭
東山鴨頭，1950、60年代，白河、東山一帶因為石灰、桂竹、龍眼乾等山產的市場需求，各地貿易行商往來，設有仙宮、天樂、嫦娥（白河）、孔雀（東山）等四大酒家，而有「騎孔雀，到天宮，找嫦娥，喝到天天樂」的俗諺，可見當時的繁榮景象。
白河人林氏以香腸醃料為發想，調製鴨頭、鴨脖、鴨腳、鴨腳……，再以油炸縮乾入味，且有便於攜帶、容易保存、不易酸壞的優點，以白河鴨頭的名號開始販售，白天搭客運到關子嶺，下午到酒家販售下酒，配合行商的作息，受到民眾喜愛。
林氏友人藍氏見此情狀，遂學習做法，回到東山創立東山鴨頭，亦得以營利謀生，幾年來隨著台灣經濟發展多元化，有人出資向藍氏學習做法，一樣以東山鴨頭名號到各地開設營業，並隨著夜市、宵夜、點心風氣的興盛，得以遍地開花聞名全台，甚至揚名海內外，此一源自白河鴨頭的做法，因此以東山鴨頭的名稱，盛行於世。
起源自臺灣臺南市東山區的著名鴨肉小吃（曾文溪的養殖水鴨著稱），在臺灣頗為普遍食用休閒消夜點心。

## 食材
- 以鴨頭、鴨脖子為主，亦有用鴨翅、鴨內臟、鴨舌頭、鴨屁股、鴨掌、鴨腿。

## 醬汁
- 以糖漿或麥芽糖、醬油、中藥等配材，調味至甜鹹適中。

## 製作
- 將鴨頭以醬汁鹵煮，讓醬料味道進入食材。

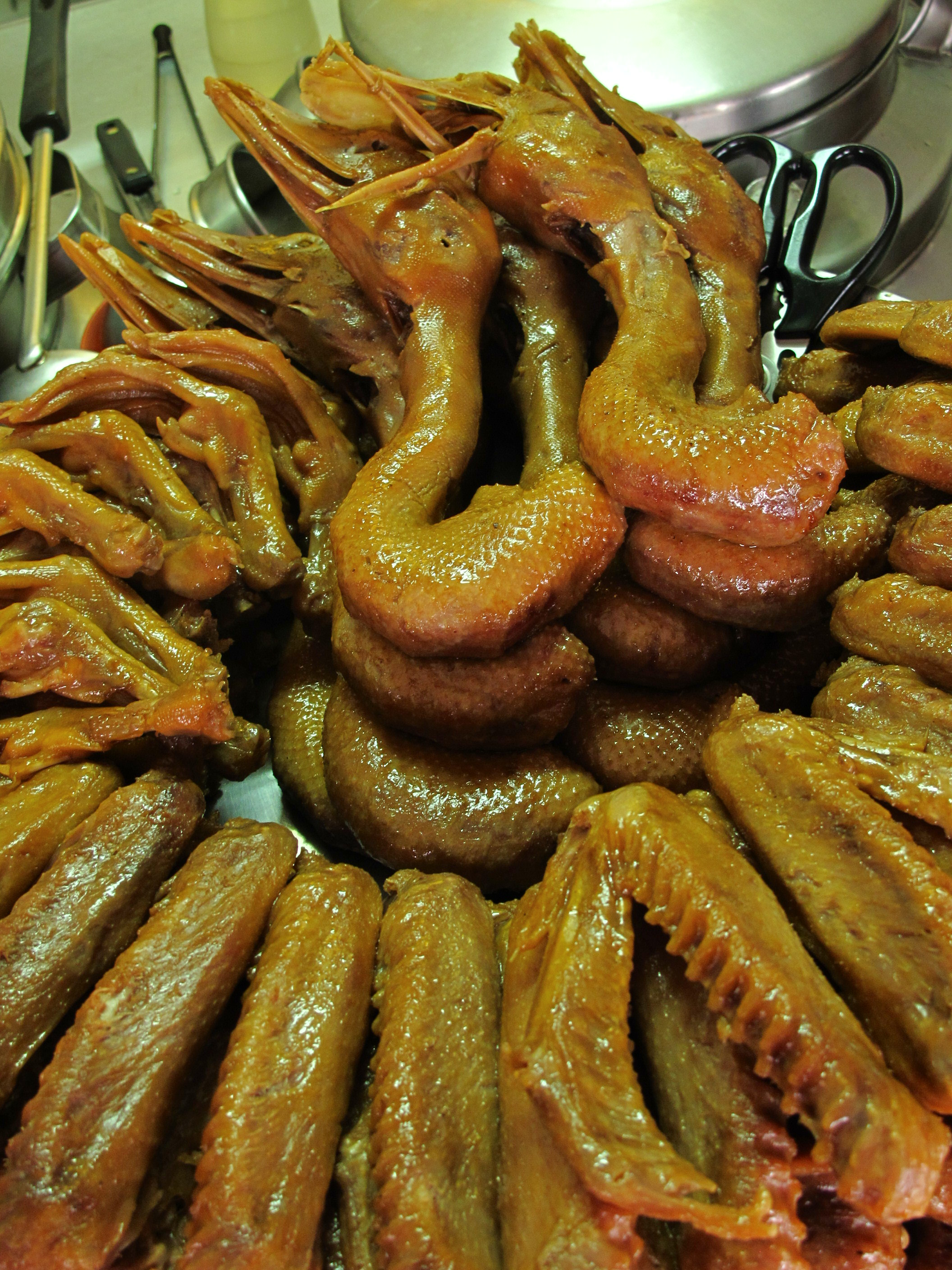
東山鴨頭

- 再以高溫將食材油炸至金黃酥脆後，用竹籤成串販賣。